# Bono (Arkansas)
Bono è una città statunitense situata nello Stato dell'Arkansas, nella Contea di Craighead.